# 興化厝
23°46′16.8″N 120°17′33.4″E / 23.771333°N 120.292611°E
興化厝，是臺灣雲林縣麥寮鄉的一個傳統地域名稱，位於該鄉東南部。相較於今日行政區，其範圍大致包括興華村不含西北部、瓦磘村東南端、麥豐村東端。

## 歷史
台灣清治末期，興化厝地區為一街庄，稱為「興化厝庄」，隸屬於布嶼堡。該庄北與施厝藔庄、貓兒干庄為鄰，東與大有庄為鄰，南邊隔新虎尾溪與龍巖庄、同安厝庄為界，西邊為麥藔庄、沙崙後庄。
1901年（日明治三十四年）11月，全台廢縣廳改設二十廳，該庄隸屬於斗六廳。1903年（明治三十六年）6月，該庄編入「崙背區」，仍隸屬於斗六廳。1909年（明治四十二年）10月，全台二十廳合併為十二廳，崙背區改隸屬於嘉義廳。1920年（大正九年），全台地方制度大改正，該庄改制為「興化厝」大字，隸屬於臺南州虎尾郡崙背庄。
戰後崙背庄改制為崙背鄉，隸屬於臺南縣，大字亦改制為村。1946年8月，崙背、麥寮分治，本地區改隸屬於麥寮鄉。1950年9月，雲、嘉、南分治，麥寮鄉改隸屬於雲林縣。

## 聚落
本地區發展較早的聚落有興化厝、崙仔外、山藔等，在日治期初期的官方地圖上已有記載。此外，本地區尚有大灣、永吉、架仔頭等聚落。

## 交通
縣道156號是麥寮至饒平的道路，也是雲林縣主要的橫貫道路之一，大致以西南西—東北東走向轉西偏北—東偏南走向經過興化厝地區中部。由該道路向西南西可前往麥寮並止於省道台17線路口，向東偏南可前往崙背、二崙南部、西螺南部、莿桐市區、饒平並止於縣道154號路口。
鄉道雲1-3線是大灣至麥寮的道路，其東側端點位於本地區西部大灣聚落東南側的鄉道5-1線路口。由此向北北東轉西出境後，可前往沙崙後、許厝寮東南端、麥寮並止於麥寮高中北側的鄉道雲1-1線路口。
鄉道雲5線是雷厝至山寮的道路，其南側端點位於本地區南部山寮聚落的鄉道雲6線路口。由此向北轉東再轉北偏東而行，經縣道156號路口、鄉道雲5-1線路口後，至興化厝聚落轉西再轉北偏西出境後，可前往施厝寮、雷厝並止於鄉道雲4線路口。
鄉道雲5-1線是興化厝至霄仁厝的道路，其東北側端點位於本地區中北部興化厝聚落南側的鄉道雲5線路口。由此向西南西轉南南西可前往霄仁厝東北郊的縣道156號路口。
鄉道雲6線是瓦磘至崙背的道路，大致以西北西—東南東走向轉西南—東北走向經過本地區南部。由該道路向西北西可前往麥寮東北部的瓦磘聚落並止於省道台17線路口，向東北可前往大有、阿勸並止於區道雲13線路口。

## 學校
- 興華國小